# 大地主神社
大地主神社（おおとこぬしじんじゃ）は、石川県七尾市に位置する神社である。

## 概要
七尾市最大の神社である。
青柏祭や祇園祭など七尾市中心地域の祭事の拠点である。

## 祭神
- 大山咋神
- 素盞嗚尊
- 伊許保止命 - 阿波国造の祖

## 歴史
養老2年（718年）に能登国の守護神として、山王社（日吉大社）の分霊を勧請して創建。
明治15年（1882年）、山王社と祇園牛頭天王社（八坂神社から勧請）を統合し大地主神社と改称。

## 宮司
- 大森重宜（ロサンゼルスオリンピック400m障害、1600mリレー日本代表）

## 境内
- 金毘羅神社
- 道知神社
- 菅原神社
- 鍛冶神社
- 登口神社

## 祭事
- 青柏祭（5月3日から5日）
- 祇園祭（7月第2土曜日）

## 周辺
- 七尾市立山王小学校
- 七尾港
- 国道160号

## 交通アクセス
鉄道
七尾駅（JR七尾線・のと鉄道七尾線）下車、車で5分。
バス
北鉄能登バス：「郡町」バス停下車、徒歩5分。